# Viện Hàn lâm Khoa học Pháp
Viện Hàn lâm Khoa học Pháp (tiếng Pháp: Académie des sciences) là một hội học thuật được thành lập năm 1666 bởi Louis XIV theo đề nghị của Jean-Baptiste Colbert, để khuyến khích và bảo vệ tinh thần của nghiên cứu khoa học Pháp. Viện này đã đi đầu trong phát triển khoa học ở châu Âu vào thế kỷ 17 và 18. Nó là một trong những viện hàn lâm khoa học đầu tiên.
Viện hàn lâm khởi đầu bằng kế hoạch của Colbert về việc lập một viện hàn lâm tổng hợp. Ông đã chọn một nhóm nhỏ các học giả và họ đã gặp mặt vào ngay 22 tháng 12 năm 1666 ở thư viện của nhà vua, từ đó họ tổ chức các buổi họp mặt hai lần một tuần. Trong 30 năm đầu của Viện hàn lâm này khá không chính thức do không có luật lệ được đặt ra cho viện. Khác với Viện hàn lâm khoa học Anh là một cơ quan của chính phủ. Viện hàn lâm khoa học Pháp đã duy trì tính chất phi chính trị, tránh các thảo luận về tôn giáo và các vấn đề xã hội 